# Edwin Bouwhuis
Edwin Bouwhuis is een personage uit de soap Goede tijden, slechte tijden. Hij werd in seizoen 21 en 22 gespeeld door Raynor Arkenbout.

## Casting
Na de exit van de familie Huygens, moest er weer een gezin komen met twee kinderen. Voornamelijk de entree van Edwin was belangrijk, omdat hij in de serie is geschreven als Lucas Sanders eerste echte vriendje. Vervolgens zijn de overige familieleden erbij geschreven. Voor de rol werden acteurs Beau Schneider, die later de rol van Tim Loderus (de broer van Edwin) zou gaan spelen en Oscar Zeegers benaderd. Schneider voelde zich erg vereerd, maar zat nog midden in zijn opleiding en had geen tijd voor een fulltime baan. Zeegers had net getekend voor z'n laatste seizoen SpangaS en wou zich daarna focussen op andere volwassener rollen. Uiteindelijk kwam Zeegers met Raynor Arkenbout aan het proppen en zodoende mocht Arkenbout op auditie. Aanvankelijk werd Arkenbout eigenlijk als niets gevonden, omdat hij niet het uiterlijk had dat waar de bedenkers naar zochten. Ook Arkenbout's tatoeage was eigenlijk een minpunt. Later hebben ze deze tatoeage toch in de soap geschreven met een reden.
Arkenbout wordt een van de favoriete personages en Edwin wordt zelfs door de media samen met Lucas Sanders als superkoppel gezien. Ze worden in de media dan ook veelal als Ludwin aangeduid. Uiteindelijk vertrok Raynor Arkenbout onverwachts in januari de soap. Niemand wist hiervan en de acteurs hebben lang hun mond kunnen houden, aangezien een vertrek van een acteur meestal enkele weken voordat het personage vertrekt al bekend is. Arkenbout kreeg geen contractverlenging, omdat de makers ervan overtuigd waren dat de verhaallijn tussen Edwin en Lucas klaar was. De twee stonden nu bekend als een superkoppel en in een soap is het moeilijk om dat ook te blijven. Na het vertrek van Arkenbout begonnen fans een petitie voor een comeback van Edwin, maar dat zat er niet in. Wel zagen de makers dat zijn fans gesteld waren op Edwin en gaven Arkenbout nog een waardig afscheid op 29 juni 2012.
Door de twee seizoenen heen is er een continuïteitsfout gemaakt met Edwin's geboortejaar. Bij aanvang werd er gedacht dat Edwin geboren was in 1992 en z'n jongere broertje in 1993. Verder werd er geen leeftijd genoemd, maar op de geboorteakte van Bram Bouwhuis stond dat Sjoerd geboren was op 25 februari 1992. Hiermee werd gedacht dat Edwin in 1991 was geboren, maar enkele maanden na de geboorte van Bram overleed Edwin en stond er op z'n rouwkaart 27 juni 1992 als geboortedatum. Opeens was Edwin jonger. Weer enkele maanden later kwam Tim Loderus, de halfbroer van Edwin & Sjoerd, de serie in die aangaf geboren te zijn in 1991. Anton Bouwhuis bleek vreemd te zijn gegaan, terwijl Bianca Bouwhuis zwanger was van Edwin. Dit maakt dat Edwin geboren zou zijn in of voor 1991.

## Verhaallijn
Edwin is met zijn ouders en broer verhuisd vanuit een klein dorp naar het grote Meerdijk en dat nemen Edwin en Sjoerd hun ouders niet in dank af, ze zijn hun vrienden en de zuipkeet kwijt. De familie heeft haar intrek genomen in het huis (en de praktijk) van Martijn en Irene Huygens. Nadat Lucas Sanders suggereerde dat Edwin homoseksueel zou zijn, werd broer Sjoerd woest en sloeg Lucas. Later zijn Lucas, Wiet, Sjoerd en Edwin vrienden geworden. Edwin loopt stage bij Jakero en heeft Lucas als begeleider. Op 23 februari 2011 is hij dan toch uit de kast gekomen. Edwin kreeg hierna een relatie met Lucas. Ze hebben een vrijpartij gehad, waarna Edwin aangaf dat hij dit wel vaker wilde doen. Op het feest van zijn vader Anton zoende hij met Lucas midden in de kamer. Anton vindt het moeilijk om te geloven dat zijn zoon homoseksueel is, hij denkt dat het een fase is, die later wel zal weg gaan. Als Anton hem vrijend met Lucas in zijn praktijk betrapt, slaat Anton Lucas het ziekenhuis in. Edwin is hier zo boos over dat hij uit huis gaat en bij de familie Sanders intrekt. Later trekt Anton bij, Edwin komt naar huis en de ruzie wordt bijgelegd. Wel raakt Anton na een uitspraak van de tuchtcommissie zijn huisartspraktijk kwijt, maar hij krijgt wel als arts op een afdeling van het Academisch Ziekenhuis Meerdijk werk.
Als Lucas in coma ligt na een ongeluk op Nina's huwelijksfeest, gaat Edwin vreemd met coassistent Ron. Lucas kan dit na het ontwaken uit zijn lange slaap niet verkroppen en maakt het uit. Edwin begint wat met Ron, maar kan het niet omdat hij nog te veel van Lucas houdt. Hij maakt het uit en wil weer met Lucas gaan. Dan overlijdt Ron door het ebolavirus en groeien Edwin en Lucas weer naar elkaar toe; ze krijgen opnieuw een relatie. Edwin is echter ook besmet door het ebolavirus en overlijdt een week later in de armen van Lucas en in het bijzijn van zijn ouders, broer en Rikki. Edwin sterft vlak nadat zijn vader binnenkomt en net een serum wil toedienen via een injectie. Hij dient hem nog wel toe, maar uiteraard zonder enig gevolg.
Edwin was een populair personage en fans reageerden geschokt toen hij overleed. Op internet werd na zijn "overlijden" een petitie opgezet voor het terugkomen van Edwin, welke door ruim 5.000 personen werd gesteund. Een zegsvrouw van RTL liet echter aan RTL Boulevard weten dat Edwin echt dood is. “Het is alleen wel mooi om te zien dat het zo leeft.”
Later is Edwin nog als 'droom-personage' in een speciale aflevering van GTST aanwezig geweest die gewijd was aan de musical Wicked, waar Ferry Doedens (Lucas) een belangrijke rol in speelt.